# Voroshilov Bazante Castro
Voroshilov Bazante Castro (5 de febrero de 1939, Quito, Ecuador) es un artista plástico de nacionalidad ecuatoriana y canadiense. Tiene más de sesenta años en la actividad artística y se ha convertido en un referente para su país.

## Reseña biográfica
En las obras de Voroshilov Bazante se pueden apreciar diversos estilos, técnicas y motivos que incluyen el expresionismo, lo figurativo, el abstraccionismo, el paisajismo, el muralismo, el dibujo, la figura humana y los equinos. Su obra ha sido escogida para representar al país en bienales internacionales y  forma parte de colecciones privadas e institucionales. Es el autor de los murales Amerindia, en la sede de la OLADE (Organización Latinoamericana de Energía), en Quito, Ecuador y  La Libertad  en el Palacio de las Naciones Unidas en Ginebra, Suiza. En la actualidad continúa trabajando en su taller en Quito.  

#### Infancia
Voroshilov Bazante Castro es hijo de Juan Atahualpa Bazante y Larrea (mayor del ejército ecuatoriano ) y Mercedes Castro Galarza (abogada). Siendo aún muy niño sus padres se separaron y hasta los ocho años vivió con su padre en diversos lugares del país. En 1947 vivía con su padre y su madrastra en Tulcán y un incidente familiar provocó que huyera del hogar. Anduvo  solitario en las calles, fue rescatado por una familia norteña  que lo trasladó a su hacienda, y de allí huyó  de nuevo llegando hasta Pasto;  la misma familia lo rescató y en 1949  lo  trasladó a vivir con su madre y su abuelo Modesto Castro Bossano en Ambato.

#### Juventud y viajes
En 1960, después de su primera exposición realizada en Ambato (Ecuador), Voroshilov emprende una travesía que dura cuatro años. Viaja hacia Brasil, estableciéndose primero en Río de Janeiro y luego en Recife. De Brasil viaja a Europa llegando a Hamburgo, desde donde parte hacía varios países recorriendo Alemania, España y Francia. En Marsella se embarca nuevamente hacia Brasil y de allí retorna a Ecuador, atravesando Bolivia y Perú. En 1965 viaja a Estados Unidos; aunque no reside en este país por mucho tiempo sí lo hace en Montreal, Canadá, donde se establece desde 1969 hasta 1971. Este año viaja nuevamente a Europa, residenciándose en Francia y en 1973 viaja a Kioto, Japón. Además de estos viajes, propios del artista en su afán de descubrimiento del mundo, Voroshilov ha viajado invitado para talleres y exposiciones a  otros países del continente americano (Argentina, Brasil, Canadá, Colombia, Cuba, Estados Unidos, Guatemala, México,  Paraguay, Perú, República Dominicana y Venezuela); así como a China, Japón, Suiza, Checoslovaquia, Alemania, Portugal, Francia, Bélgica, España y Holanda. De su recorrido por el mundo, Voroshilov ganó para sí, además de su castellano natal, tres idiomas que domina a la perfección: portugués, inglés  y francés.

#### Formación
La formación intelectual de Voroshilov parte de la relación con su abuelo, Modesto Castro, quien fue educado por los jesuitas. Cursó sus estudios de primaria en el Centro Escolar Ecuador y el bachillerato en el Colegio Nacional Bolívar, ambos en Ambato. En 1969 estableció su residencia en Montreal, Canadá y en la Universidad de Quebec cursó  estudios  de arquitectura, pintura y escultura cerámica. De allí se traslada a París para estudiar en La Escuela Nacional Superior de Bellas Artes. En 1973 realiza un taller de dibujo oriental en Kioto, Japón y en el año 2000 realiza un Doctorado en Estética y Valores en la Universidad de Bilbao, País Vasco.

### Trayectoria artística
En 1951, cuando contaba doce años, Voroshilov ganó un concurso de dibujo, en lo que puede constituirse como la primera exhibición de sus capacidades, pero es en 1956 cuando descubre que su vida estará signada por la pintura a partir de su encuentro con Luis E. Martínez, pintor y escritor ecuatoriano, e inicia su desarrollo en el área realizando su primera exposición individual en la ciudad de Ambato, en 1960. Le siguen a esa fecha múltiples exhibiciones en el país hasta que 1965 realiza su primera exhibición individual fuera de Ecuador: en Agra Gallery, New York,  Estados Unidos. Se destaca, dentro de las exhibiciones realizadas en su país, su participación en la Primera Bienal de Quito (1968) donde, como medida de protesta a raíz de las confrontaciones  culturales que surgieron entre la bienal y la antibienal, decidió destruir sus obras: en un acto público desgarró sus telas con una navaja.
- En el año 2014 recibió el Premio Nacional Juan León Mera, el máximo reconocimiento que otorga el país (Ecuador), en honor a una vida consagrada al arte.
- 2013 Galardón Juan León Mera. Alcaldía de Ambato, Ecuador.